# Jean Cabot
Pour les articles homonymes, voir Cabot.
Jean Cabot, de son nom de naissance Giovanni Caboto, et appelé John Cabot en anglais, né vers 1450 et mort en 1498, est un navigateur et explorateur vénitien au service de l’Angleterre à partir de 1496. 
De dix ans plus âgé que Christophe Colomb, il aspire, comme lui, à découvrir une route d'Europe vers l'Asie à travers l'océan Atlantique et atteint la région de Terre-Neuve en 1497.

## Biographie

### Origines familiales et formation
Jean Cabot est le fils de Giulio Caboto, mort avant 1482. 
Son lieu de naissance est incertain : certains pensent qu'il est originaire de Gênes, alors que d'autres le font naître à Gaète près de Naples. On considère souvent que Cabot est né vers 1450, mais on ne dispose pas de documents le concernant, antérieurs à 1476. 
Sa famille part à Venise alors qu'il est encore enfant. Il en obtient la nationalité en 1476. Il épouse une Vénitienne nommée Mattea, qui lui donne trois fils, Ludovico, Sébastien (Sebastiano) et Sancio, les deux premiers nés avant 1484.

### Débuts professionnels: Venise et Valence
Les activités professionnelles de Jean Cabot pendant sa période vénitienne, qui se prolonge au moins jusqu'en 1484, ne sont pas connues avec certitude. Il semble avoir été actif dans le commerce avec le Levant ; il pourrait avoir voyagé jusqu'en Arabie, aurait établi des cartes et aurait été informé tant du voyage de Marco Polo en Chine au XIIIe siècle que des entreprises maritimes des Portugais, qui explorent progressivement la côte de l'Afrique depuis 1420.
Jean Cabot se serait ensuite établi à Valence, dans le royaume d'Aragon, de 1490 à 1493, et aurait travaillé à la fortification du port de la ville. Il aurait donc pu se trouver à Valence, lorsque Christophe Colomb, de retour de son premier voyage de découverte en 1492, y passe. Il semble par ailleurs que Jean Cabot ait cherché un soutien auprès des rois d'Espagne et du Portugal pour ses propres projets d'exploration. Le fait de bien connaître les récits de Marco Polo sur le pays de Cathay pourrait l'avoir amené à douter de la conviction de Colomb d'avoir atteint «les Indes».

### Au service de l'Angleterre
Il est établi que Jean Cabot arrive en Angleterre avant la fin de l'année 1495, et qu'il souhaite entreprendre une expédition pour atteindre Cathay par l'ouest en voyageant plus au nord que Christophe Colomb. Des navigateurs anglais, partis de Bristol, comme Thomas Croft et John Jay, avaient atteint dès les années 1480 une « terre ferme » située à l'ouest de l'Irlande. Jean Cabot pourrait en avoir entendu parler et cela aurait pu motiver son arrivée en Angleterre.

#### La lettre patente du roiHenriVII(1496)
Ayant persuadé le roi Henri VII, lui aussi à la recherche d'une route vers l'Asie, qu'il est possible d'atteindre les Indes orientales en passant au nord de l'Amérique, il est chargé d'entreprendre une expédition dans ce but, au départ de Bristol par une lettre patente du 5 mars 1496,. 
Sa première tentative (1496) est un échec : Cabot atteint l'Islande, mais en raison de disputes avec son équipage, du mauvais temps et du manque de nourriture, il est obligé de rebrousser chemin.

#### Le voyage de 1497
Le 2 mai 1497, l'explorateur quitte Bristol à bord du Matthew, un navire de 50 tonneaux disposant d'un équipage de dix-huit hommes, dont son fils Sébastien Cabot. L'équipage comprend des marins de Bristol, mais aussi des marchands, un barbier génois et un sujet bourguignon. 
Il touche terre le 24 juin, mais ne rencontre pas d'indigènes. Il a atteint l'île de Cap-Breton ou l'île de Terre-Neuve, sans qu'il soit possible de localiser le lieu exact du débarquement. Il explore ensuite la côte pendant quelque temps, mais ne se rend plus à terre. 
Il repart pour l'Angleterre et fait le récit de son voyage au roi Henri VII le 10 ou le 11 août. Cabot est alors lui aussi persuadé d'avoir atteint l'Asie. Il note l'abondance de cabillauds au large des terres découvertes.

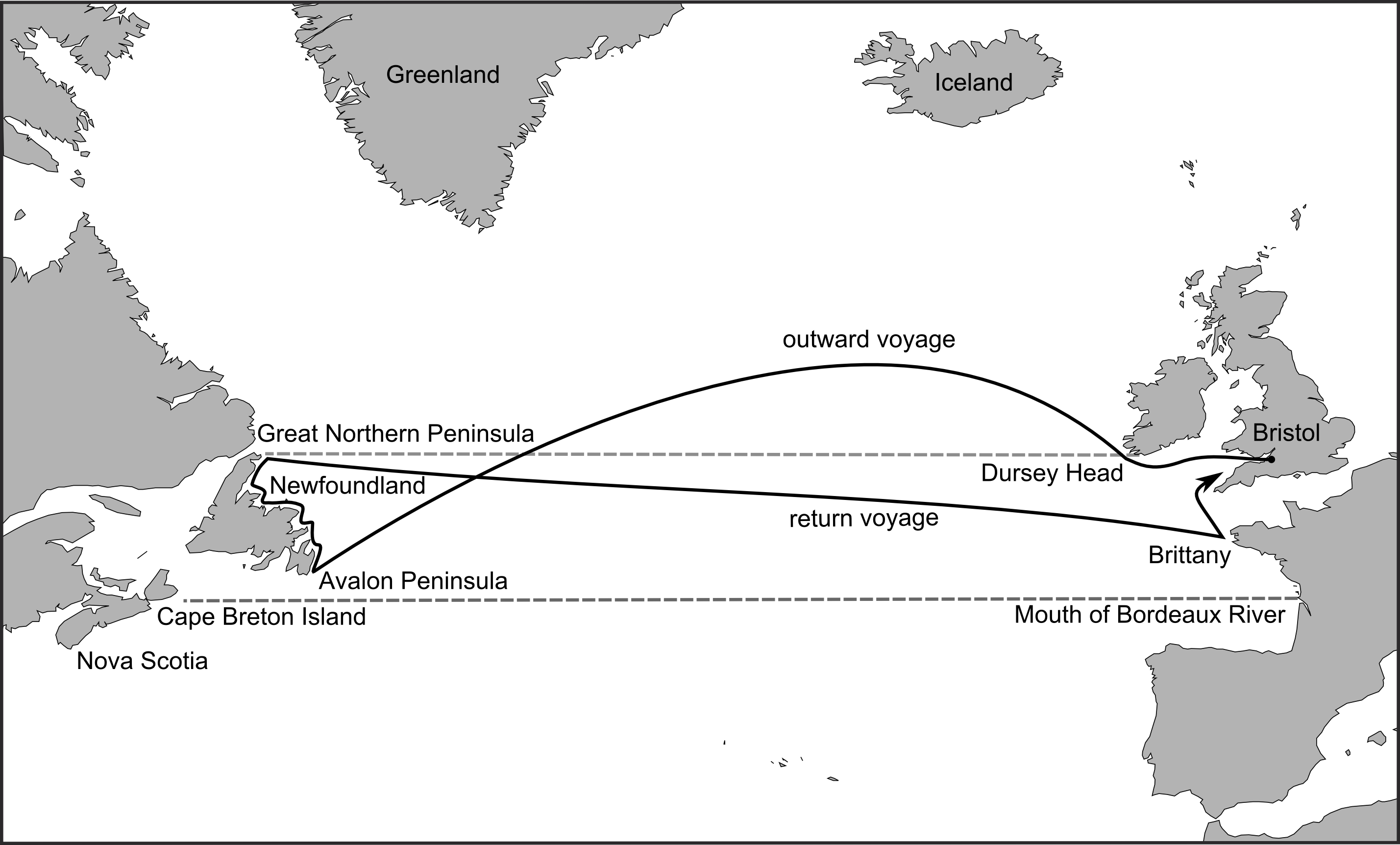
Route du voyage de 1497 d'après The Cabot Project

#### Controverses sur l'antériorité du voyage de Cabot
L'endroit précis de son premier accostage est controversé. En effet, les gouvernements canadien et britannique considèrent qu'il est arrivé dans la péninsule de Bonavista. 
Les Anglais ont affirmé[Quand ?] qu'il était le premier Européen à découvrir la « nouvelle terre » après les Vikings, Colomb étant arrivé dans les Caraïbes, pas sur le continent ; mais l'absence de cartographie ou de journal de voyage est source de problèmes. 
Sur le planisphère de Cantino de 1502, document cartographique sur lequel figure pour la première fois, avec une annotation claire, une partie significative des contours orientaux du Nouveau Monde), le Groenland et Terre-Neuve sont représentés sous drapeau portugais. La carte de Pedro Reinel, qui date de 1504, atteste clairement de la domination des connaissances portugaises sur à Terre-Neuve par son abondante toponymie.[réf. nécessaire]

#### Le voyage de 1498 et la disparition de Cabot
Au début du mois de mai 1498, Cabot repart de Bristol avec cinq navires. Il est probable que l'objectif ait été de passer au sud des terres abordées lors du premier voyage et d'établir un comptoir à Cathay ou sur le trajet. Cabot n'est jamais revenu en Angleterre et on ignore si l'expédition a réussi.

## Hommages

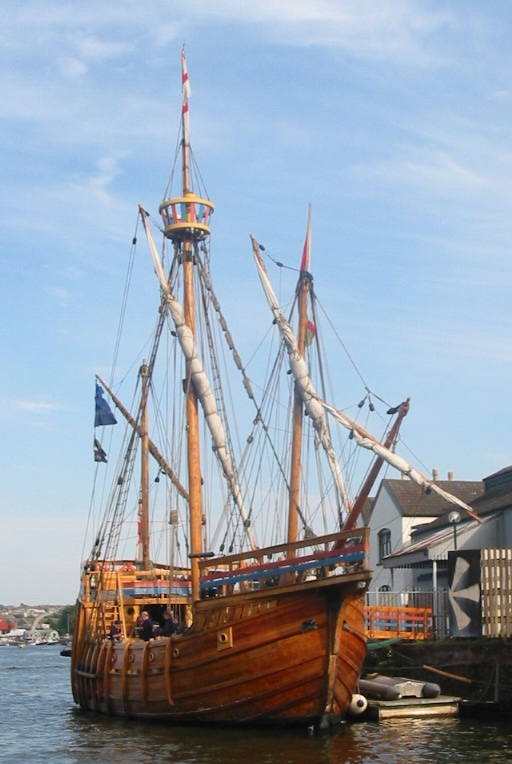
Une réplique du Matthew dans le bassin à flot de Bristol en 2004.
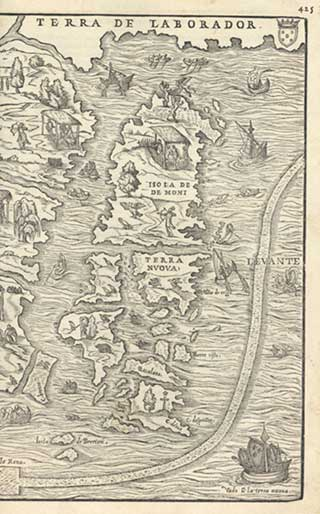
Carte du XVIe siècle des terres explorées par Cabot.

- à Bristol :
  - la tour Cabot, une tour de 30 mètres de haut en grès rouge bâtie en 1897 dans le centre de la ville, sur Brandon Hill, marque le 400e anniversaire de son débarquement en Amérique ;
  - une réplique du Matthew dans le port de Bristol ;
  - une statue de l'explorateur dans le quartier du port ;
- à Rome : l'université américaine de Rome porte son nom.
- en Nouvelle-Écosse : la Piste Cabot, une route scénique de près de 300 kilomètres fait le tour de l'Île du Cap-Breton .

## Galerie

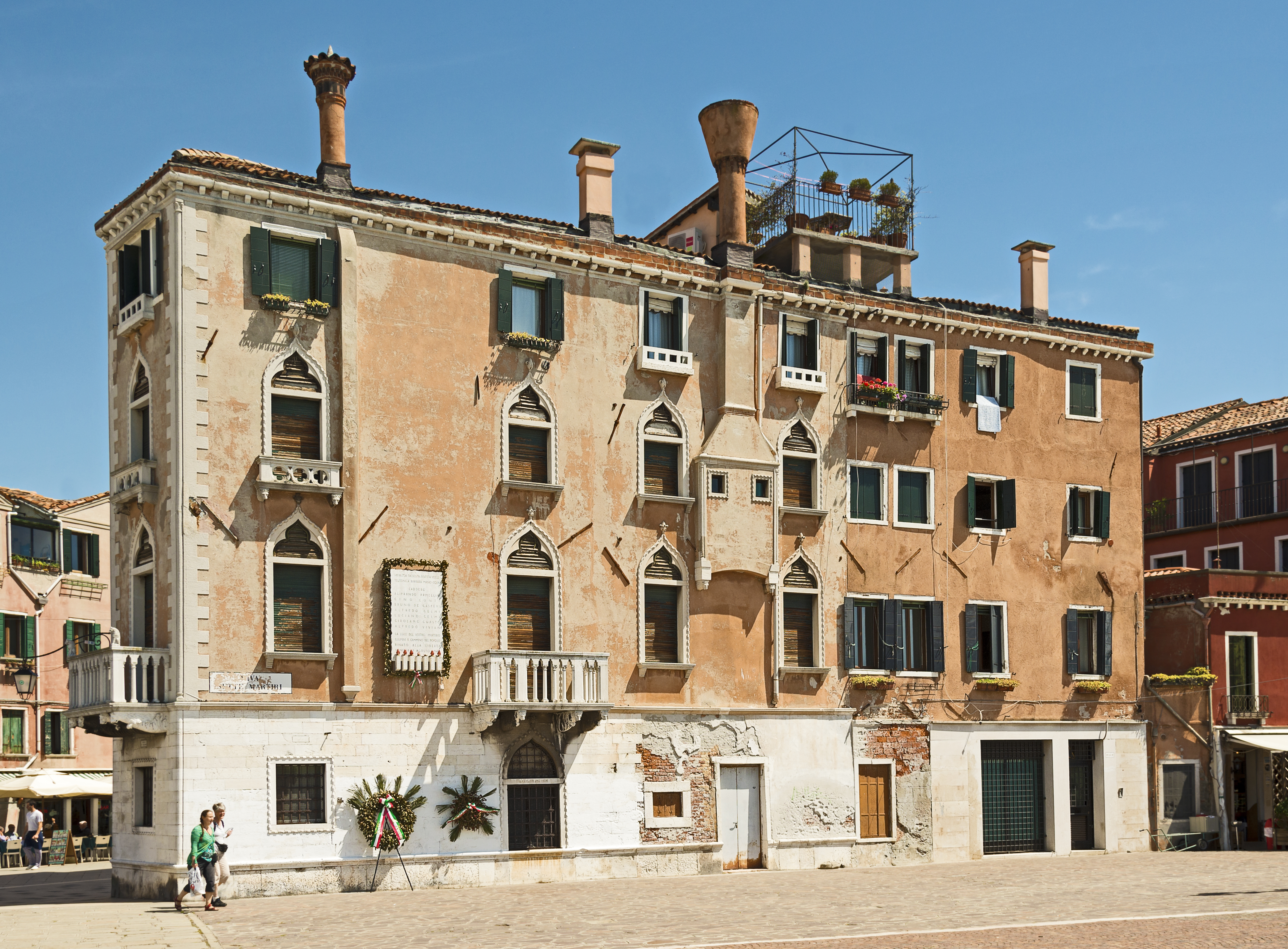
Maison de Jean Cabot à Venise.
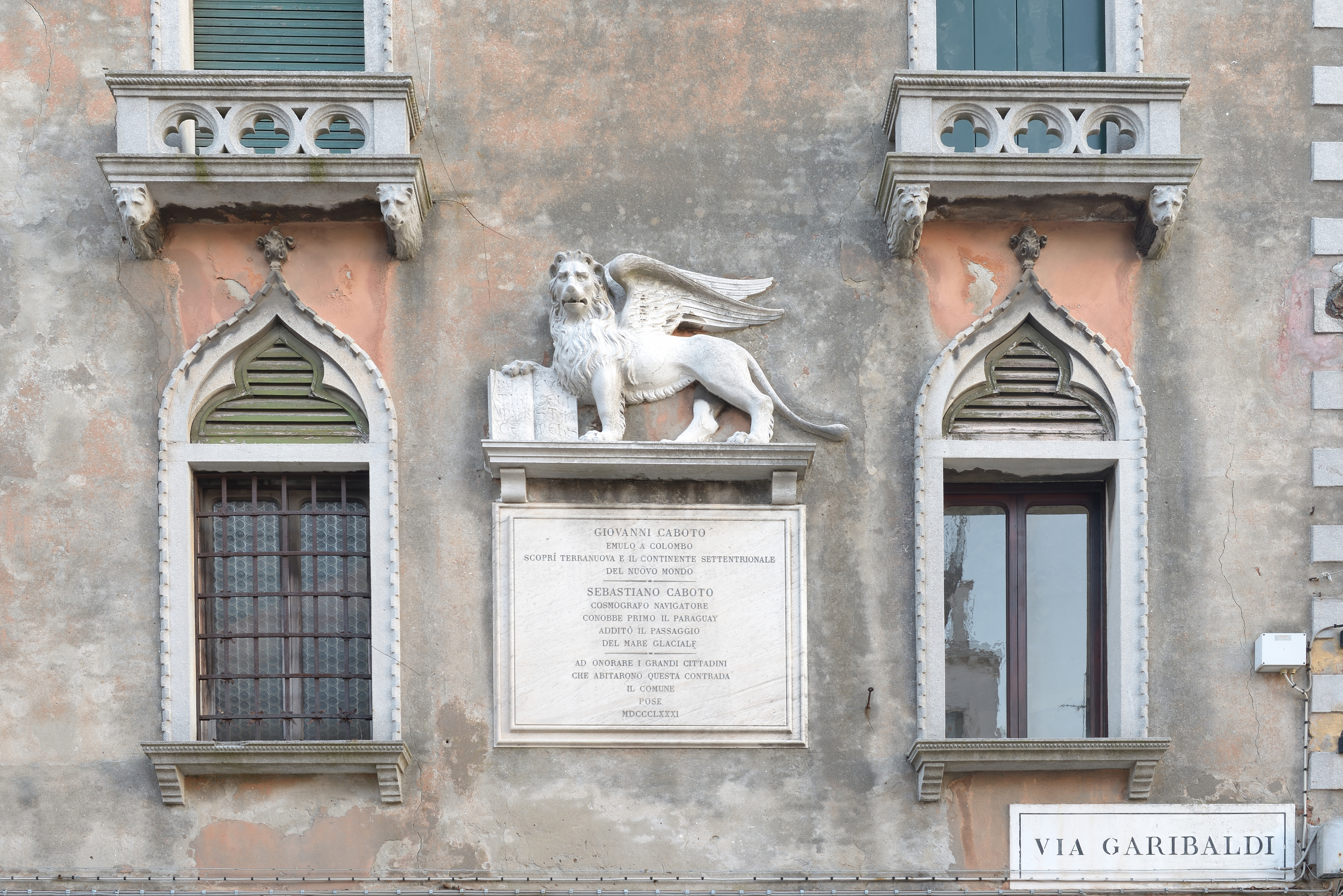
Plaque au nom de Giovanni Caboto et de ses fils, apposée via Garibaldi à Venise.
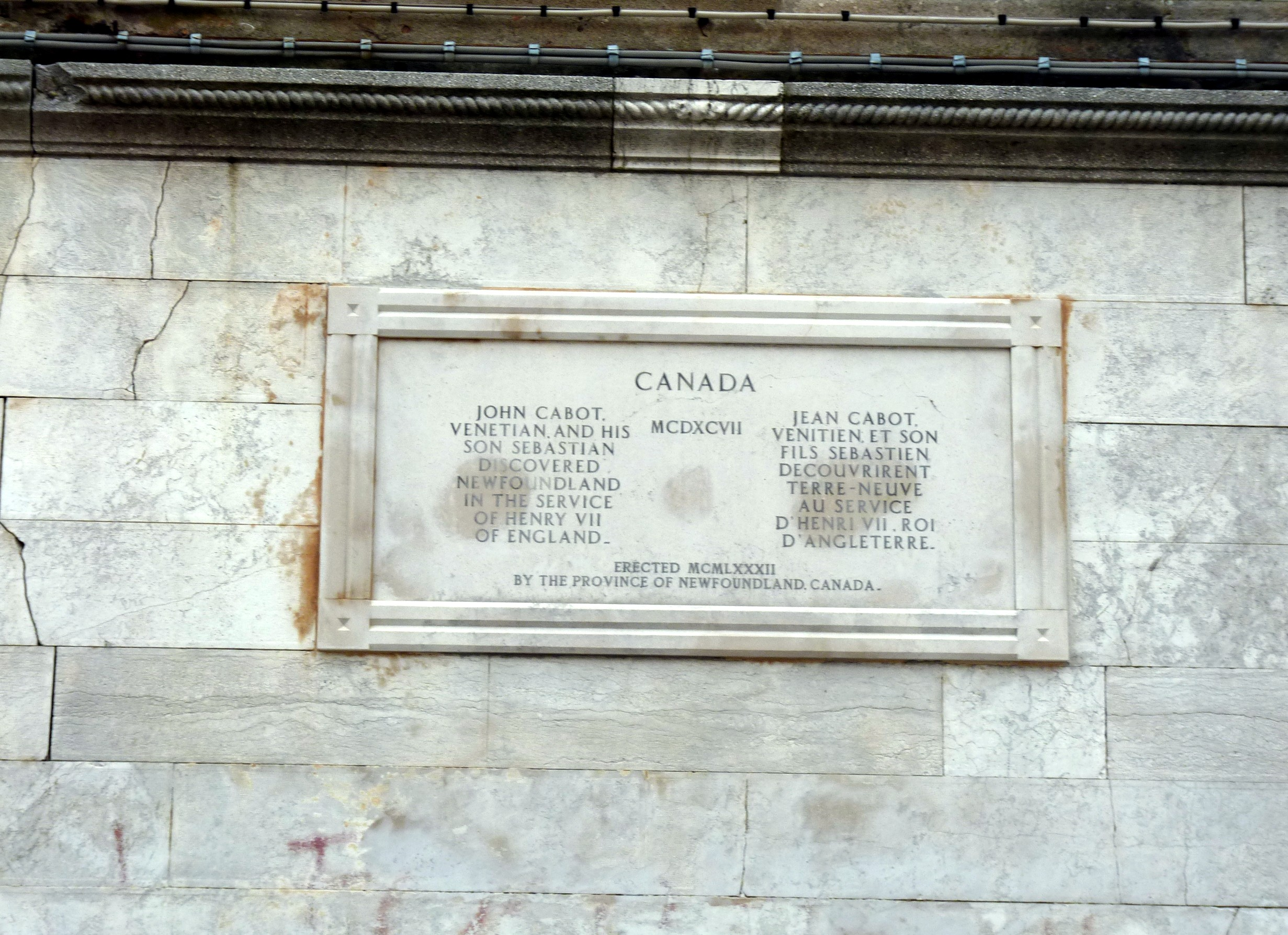
Plaque au nom de Giovanni Caboto et de ses fils, apposée via Garibaldi à Venise par le Canada.
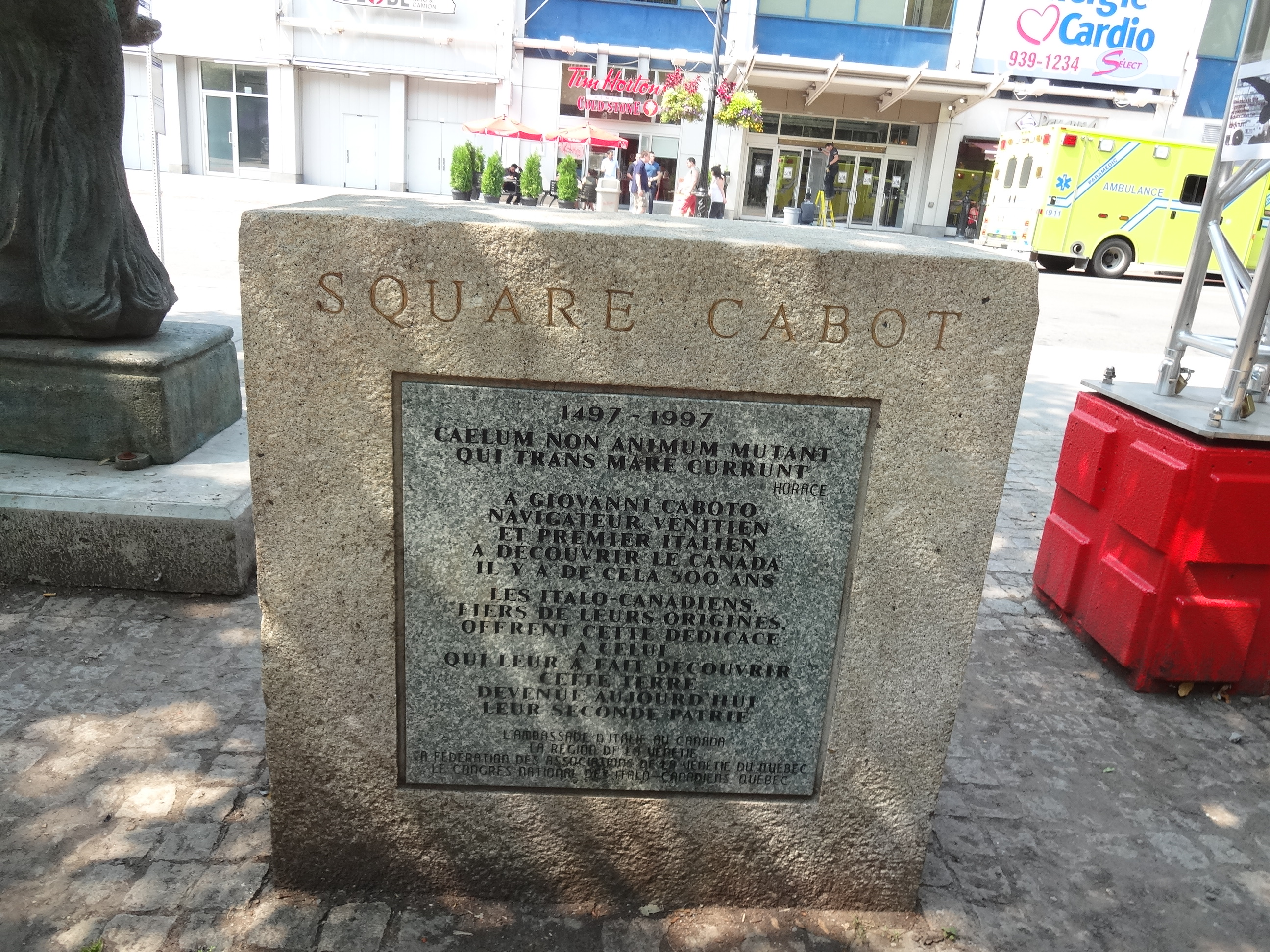
Le square Cabot à Montréal.
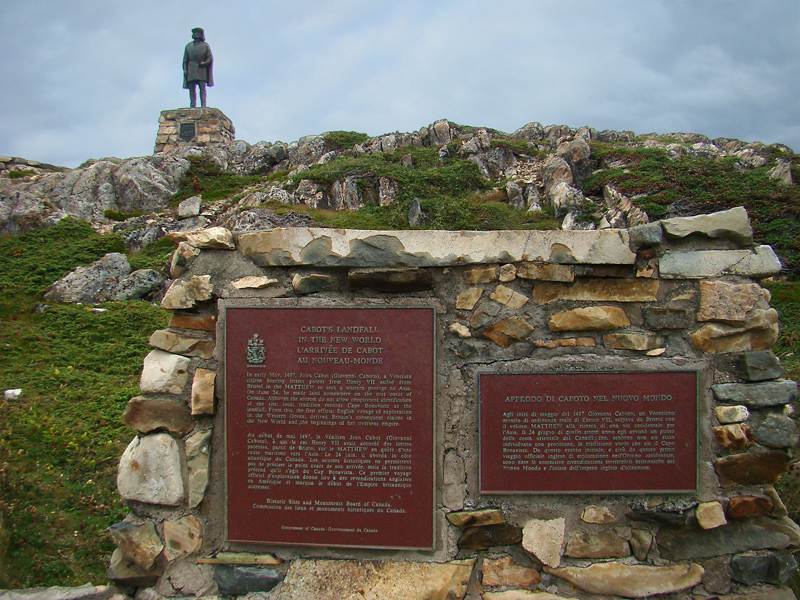
Monument commémorant l'arrivée de Jean Cabot au Nouveau-Monde, cap Bonavista, Terre-Neuve.

### Sources
Marie-Nicolas Bouillet  et Alexis Chassang (dir.), « Jean Cabot » dans Dictionnaire universel d’histoire et de géographie, 1878 (lire sur Wikisource).